# Peptydoglikan

Struktura peptydoglikanu

Peptydoglikan, mureina – składnik ściany komórkowej bakterii, zbudowany z nietypowych aminokwasów i połączonych w łańcuchy pochodnych cukrów. Chemicznie jest to biopolimer kwasu muraminowego i N-acetyloglukozaminy oraz tripeptyd: D-alanina, kwas D-glutaminowy i kwas mezodwuaminopimelinowy.
Cząsteczka mureiny składa się z długich łańcuchów polisacharydowych, usieciowanych przez mostki peptydowe. Każdy łańcuch polisacharydowy zbudowany jest z disacharydów utworzonych z N-acetyloglukozaminy i kwasu N-acetylomuraminowego połączonych wiązaniem β-1,4-glikozydowym. Właśnie na to wiązanie działa lizozym, jeden z osoczowych czynników obronnych człowieka (mechanizmów nieswoistej odporności (odpowiedź immunologiczna). Każda cząsteczka kwasu N-acetylomuraminowego jest połączona z pentapeptydem. Im więcej jest tych mostków peptydowych, tym gęstsze usieciowanie polimeru i sztywniejsza jego struktura. Mureina ma właściwości pirogenne i nasenne. Poziom jej usieciowania u bakterii Gram+ wynosi zazwyczaj blisko 100%, gorzej usieciowana u bakterii Gram− (20–30%).
Obecność dobrze usieciowanego peptydoglikanu sprawia, że bakterie Gram+ przybierają barwę fioletową pod wpływem płynu Lugola i gencjany. Fiolet krystaliczny, który łatwo wnika do wnętrza komórki, tworząc agregaty z płynem Lugola lub trichloroetylenoplatyną, nie może potem opuścić ściany komórkowej na skutek wielowarstwowej budowy peptydoglikanu.
Funkcje mureiny
- chroni bakterie przed skutkami zmian ciśnienia osmotycznego środowiska, czynnikami fizycznymi, chemicznymi oraz urazami mechanicznymi
- spełnia role sita molekularnego, wykazując przy tym zdolność wiązania kationów metali ciężkich (Hg2+
, Pb2+
) oraz jonów Mg2+
 stabilizujących strukturę komórek bakteryjnych
- szczelnie otacza komórkę, tworząc rodzaj woreczka (sacculus) warunkującego kształt bakterii.

Peptydoglikan ma również właściwości adiuwantowe, wzmacniające odpowiedź immunologiczną.